# Muzeum Homolupulů

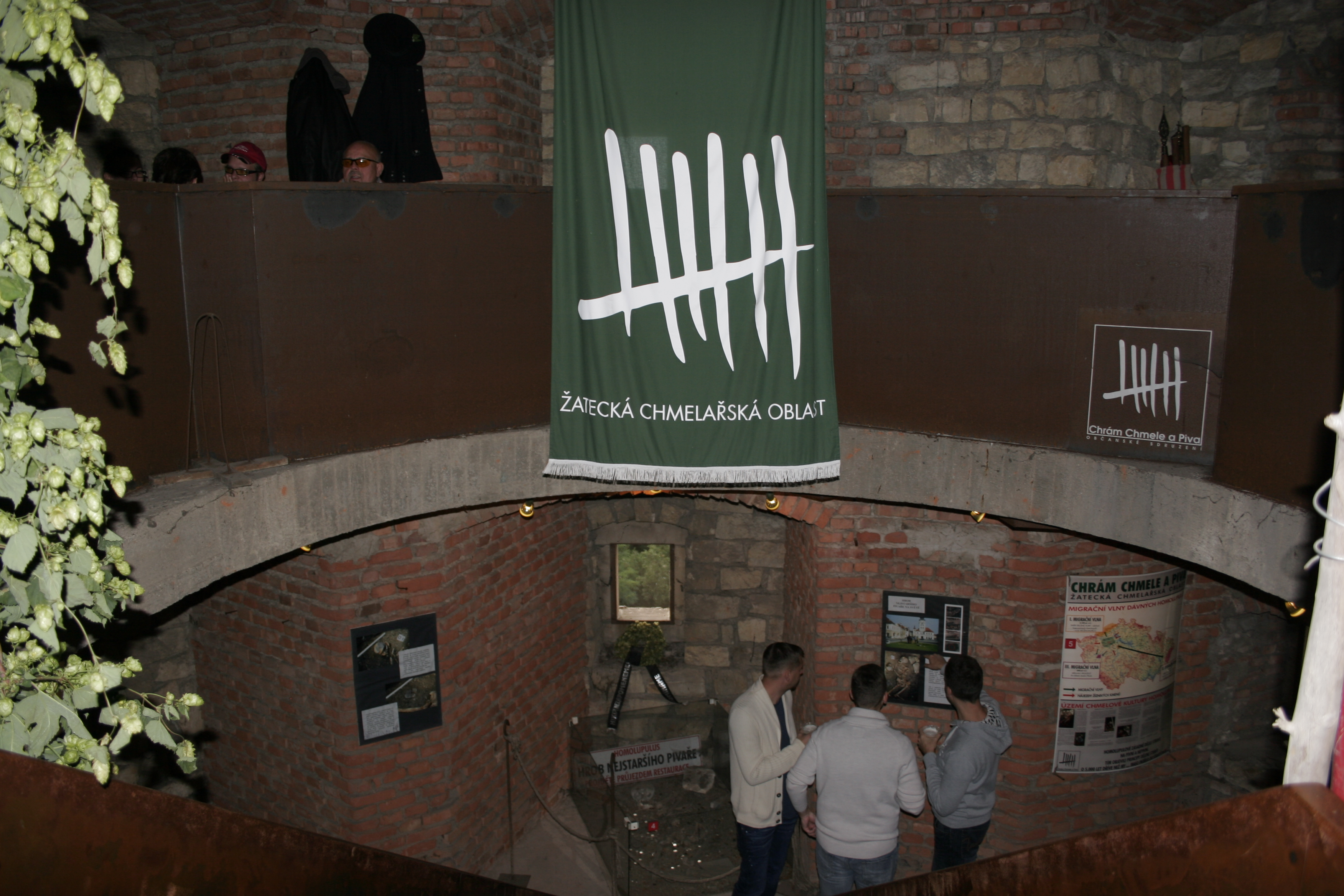
Eingangsbereich des Museums

Das Muzeum Homolupulů (wörtlich: „Museum der Homolupuler“, Wortspiel mit Homo, ,Mensch‘, und ,Humulus lupulus‘, Echter Hopfen) ist ein Museum in Žatec, das sich auf satirische Weise mit dem dort angebauten Hopfen beschäftigt.

## Galerie

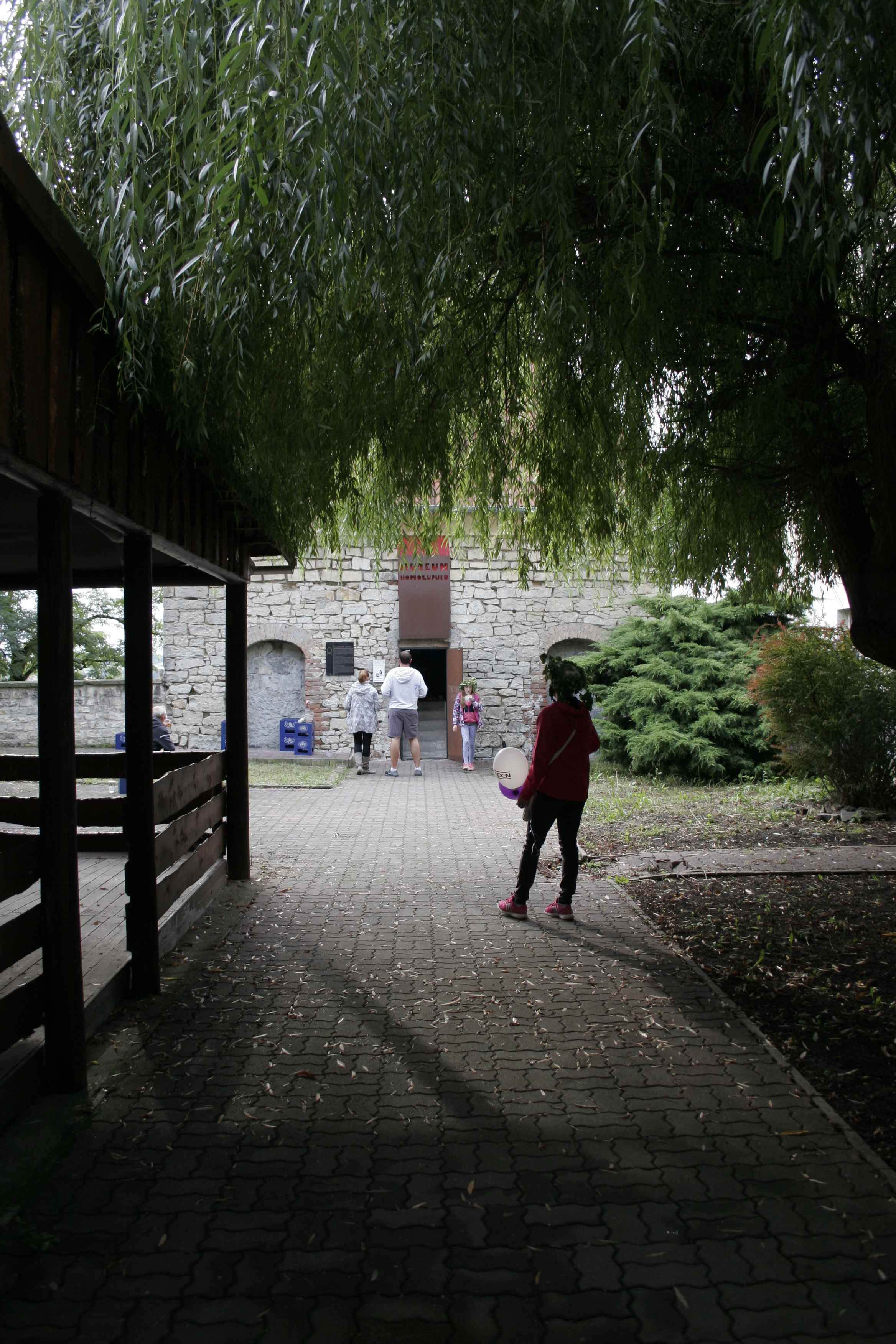
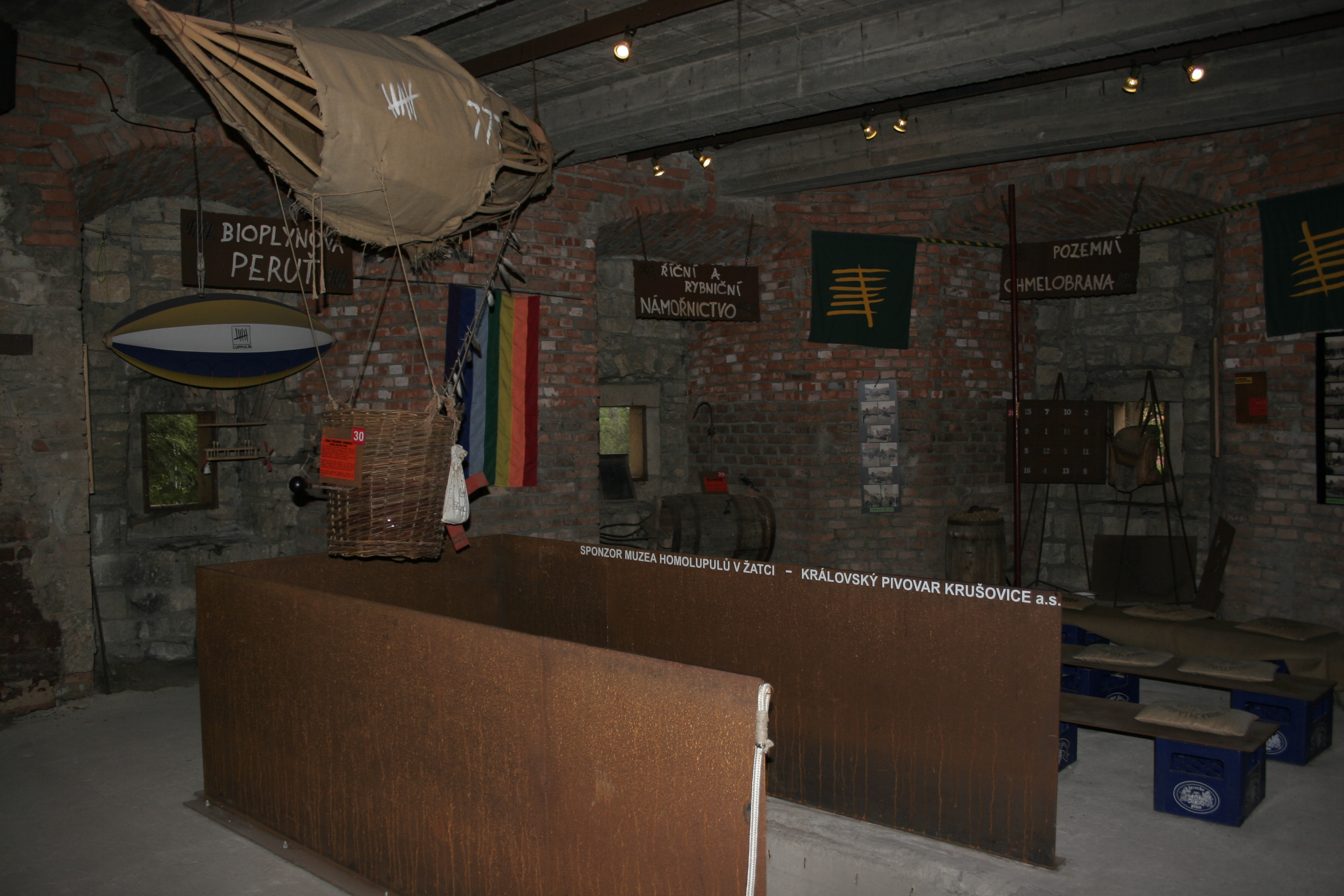
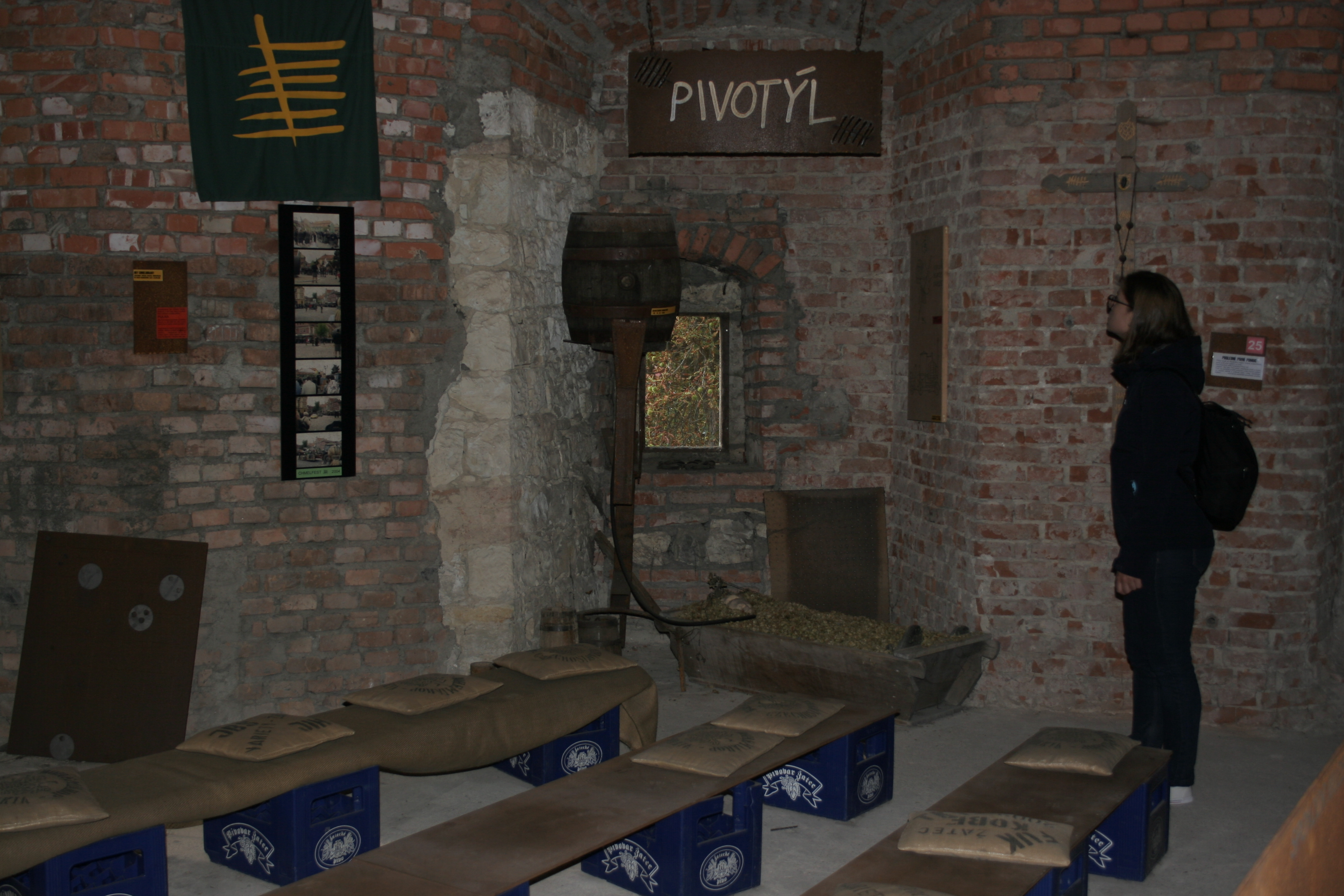

## Weitere Hopfenmuseen in Žatec
- Hopfenmuseum Žatec
- Chrám chmele a piva